# Ingmar Vos
Ingmar Vos (ur. 28 maja 1986 w Rotterdamie) – holenderski lekkoatleta, wieloboista.

## Osiągnięcia
| Rok  | Impreza              | Miejsce | Konkurencja   | Lokata      | Wynik     |
| ---- | -------------------- | ------- | ------------- | ----------- | --------- |
| 2009 | Mistrzostwach świata | Berlin  | dziesięciobój | 20. miejsce | 8009 pkt. |
| 2011 | Mistrzostwach świata | Daegu   | dziesięciobój | DNF         | DNF       |
| 2012 | Igrzyska olimpijskie | Londyn  | dziesięciobój | 21. miejsce | 7805 pkt. |
| 2013 | Mistrzostwach świata | Moskwa  | dziesięciobój | DNF         | DNF       |

## Rekordy życiowe
- dziesięciobój lekkoatletyczny – 8224 pkt. (2012)
- siedmiobój lekkoatletyczny (hala) – 6020 pkt. (2011)